# Định lý Thébault

Định lý Thebault I

Định lý Thébault là một trong bốn định lý hình học phẳng được đề xuất bởi nhà toán học người Pháp Victor Thébault (1882–1960) đăng trên tạp chí toán học hàng tháng của Mỹ.

## Định lý Thébault I

Định lý Thebault II

Cho một hình bình hành, dựng trên các cạnh của nó 4 hình vuông ra phía ngoài. Tứ giác lập từ các tâm của 4 hình vuông đó cũng là một hình vuông.
Định lý này là một trường hợp đặc biệt của định lý Van Aubel và là một phiên bản của định lý Napoleon cho tứ giác.

### Kết quả liên quan

Dao's Variant the Thebault's first problem

Gọi ABCD là hình bình hành. Gọi M, N, P Q lần lượt là các tâm hình vuông dựng trên AB, BC, CD, DA trong định lý Thébault I. Khi đó MP cắt BC và DA tại hai điểm E, G. NQ cắt AB, CD tại F, H. Thì EFGH tạo thành một hình vuông.

## Định lý Thébault II
Cho một hình vuông ABCD, dựng các tam giác đều CBE và CDF sao cho các tam giác được dựng cùng ở phía trong hoặc phía ngoài hình vuông. Khi đó, tam giác AEF là tam giác đều.

## Định lý Thébault III

Định lý Thebault III

Định lý này còn có tên là định lý Sawayama-Thébault. Nội dung định lý như sau:
Cho tam giác ABC và điểm M nằm trên cạnh BC. Dựng đường tròn nội tiếp tâm I và đường tròn ngoại tiếp tâm O của tam giác ABC. Dựng thêm 2 đường tròn có tâm O1 và O2, mỗi đường tròn tiếp xúc với AM, BC và đường tròn ngoại tiếp (O). Khi đó, các tâm O1, O2 và I thẳng hàng.
Định lý Sawayama-Thébault được chứng minh bằng bổ đề Sawayama.

### Bổ đề Sawayama
Cho tam giác ABC, một điểm D nằm trên đường thẳng BC, dựng đường tròn tiếp xúc trong với đường tròn ngoại tiếp tam giác ABC và tiếp xúc với hai đường thẳng AD, BC lần lượt tại E,F. Khi đó E, F và tâm đường tròn nội tiếp tam giác ABC thẳng hàng.
Trường hợp đặc biệt của bổ đề Sawayama là định lý Nixon.

### Định lý Nixon
Đường tròn tiếp xúc với hai cạnh của tam giác và tiếp xúc với đường tròn ngoại tiếp tam giác được gọi là đường tròn Mixtilinear. Định lý Nixon có nội dung như sau: Đường tròn mixtilinear ứng với đỉnh A, tiếp xúc AB, AC lần lượt tại M,N khi đó tâm đường tròn nội tiếp tam giác ABC là trung điểm của MN.

## Định lý Thébault IV
Cho tam giác ABC với các đường cao AA', BB', CC'. Các đường thẳng Euler của các tam giác AB'C', A'BC', A'B'C sẽ đồng quy trên đường tròn Euler của tam giác ABC tại một điểm P thoả mãn moả một trong các khoảng cách PA', PB', PC' bằng tổng 2 khoảng cách còn lại.￼  